# Placy
Placy era una comuna francesa, situada en el departamento de Calvados, de la región de Normandía. Desde el 1 de enero de 2019 es una comuna delegada de Cesny-les-Sources.

## Geografía
Está ubicada a 22 km al sur de Caen.

## Historia
El 1 de enero de 2019 pasó a ser una comuna delegada de la comuna nueva de Cesny-les-Sources al fusionarse con las comunas vecinas de Acqueville, Angoville, Cesny-Bois-Halbout y Tournebu.

## Demografía
| 121 | 112 | 106 | 96 | 107 | 125 | 129 | 157 |
| Para los censos de 1962 a 1999 la población legal corresponde a la población sin duplicidades (Fuente: INSEE [Consultar]) |     |     |    |     |     |     |     |